# Куфа
Куфа (арап. كوفة) је град у Ираку. Налази се око 170 km јужно од Багдада и 10 km североисточно од Наџафа, на обали реке Еуфрата. Процењеује се да је 2003. године у овом граду живело 110.000 становника.
Заједно са Самаром, Карбалом, Кадимијом и Наџафом, Куфа је један од пет ирачких градова који су веома важни за шиитске муслимане. Град је посљедња Алијина пријестолница и основан је током 639. године од стране праведног калифа Омера. Муслимани након освајања Ел Мадаина су тражили погодно мјесто за настањивање. Салман Персијски и Хузајфа ибн ел Јаман су тражили земљу на којој би могли обављати молитву. Тако је постављен темељ Куфи.
У граду се налази Велика џамија Куфе, једна од најранијих џамија у исламу, изграђенау 7. вијеку. Град је дао неколико шиитских улема.